# Wabi (Software)
Wabi ist eine nicht mehr hergestellte kommerzielle Software-Anwendung von Sun Microsystems, die die Windows-API-Win16-Funktionalität in das Betriebssystem Solaris implementiert. Mit Wabi war es möglich, Anwendungen, die für Windows 3.1, Windows 3.11 und Windows for Workgroups entwickelt waren, unter Solaris auszuführen. Die Entwicklung von Wabi wurde 1997 eingestellt.

## Geschichte
Die Technologie wurde ursprünglich von Praxsys Technologies als Ergebnis der Diskussionen im Jahr 1990 mit Interactive Systems Corporation entwickelt. Die Vermögenswerte von Praxsys wurden von Sun im Herbst 1992 erworben. Der Name „Wabi“ wurde aus zwei Gründen gewählt: wegen seiner Bedeutung im Japanischen: „Ausgewogenheit“ oder „Harmonie“, was eine friedlichere Koexistenz zwischen Windows und Unix heraufbeschwören sollte; und die offensichtlichere Implikation davon, dass es für „Windows Application Binary Interface“ steht, obwohl Sun vor seiner Veröffentlichung erklärte, dass der Name kein Akronym sei.
Wabi 2.2B wurde von Caldera lizenziert, um seinen Benutzern die Ausführung von Windows-Anwendungen unter Linux zu ermöglichen.
Die Weiterentwicklung von Wabi wurde im Dezember 1997 eingestellt.

## Eigenschaften
Wabi benötigt für seine Funktion eine Windows-3.x-Installation, was wiederum bedeutet, dass es auch eine Windows-Lizenz erfordert. Hierbei unterscheidet es sich von ähnlicher Software, wie zum Beispiel Wine, die die gesamte Windows-API nachzubilden versuchen.
Die grundlegende Aufgabe von Wabi besteht in einer Emulation der untersten Schichten der Windows-Umgebung und der Bereitstellung dieser in Form der Bibliotheken user.dll, kernel.dll und gdi.dll.
Da alle anderen Windows-DLLs von diesen drei Modulen abhängig sind, ermöglicht das Nachbilden ihrer Funktionalität, dass Windows-Anwendungen und die zugehörigen Support-DLLs korrekt auf einem fremden Host-System ausgeführt werden können.